# 李克用
李克用（856年10月24日—908年2月24日），字翼聖，神武川之新城（今山西代县）人，後唐莊宗李存勗之父，本姓朱邪（又作朱耶），其父受唐朝天子賜李姓。綽號鴉兒、三郎、獨眼龍、飛虎子，沙陀族人，唐大中十年（856年）生于神武川之新城（在今山西代县北部）。是中國唐朝末年最強大的藩鎮節度使之一，後受唐封為晉王。后唐建立後，尊稱其為唐太祖武皇帝。

## 生平

### 名字稱號
李克用為西突厥别部沙陀人，本姓朱邪（又作朱耶），祖籍陇右金城。其父朱邪赤心因鎮壓龐勛兵變有功，受唐懿宗賜姓名為李國昌，因此克用亦以「李」為姓。李克用生于神武川之新城，是國昌第三子，家族內暱稱「三郎」。因天生一目較為細小，而被人稱為獨眼龍；作戰驍勇，又因其衝鋒陷陣為諸將之冠，軍中也稱其為飛虎子。

### 年少逞威
李克用驍勇善騎射，年15歲即從軍，初随父镇压龐勛，授云中牙将。後來被唐朝廷任命為沙陀副兵馬使，驻守蔚州。唐僖宗乾符五年（878年），當時代北（今山西省北部）饑荒，漕運不繼。大同（今山西省大同市）防禦使段文楚大量縮減軍士衣物和米糧的供應，而執法嚴厲，士卒怨恨。李克用為下屬所擁，殺段文楚而起事。开始据云州。朝廷被迫任命他为大同军节度使、检校工部尚书。后军势渐强，拒受调命。廣明元年（880年），再殺河東（今山西省太原市）節度使康傳圭，佔領太原，不久為唐軍所敗，與父逃入韃靼部落。

### 助唐平變
黄巢攻占长安后，代北起军使陈景思荐为代州刺史，唐僖宗中和元年（881年），公家赦李氏父子之罪，命李克用率沙陀軍南下助戰，以鎮壓佔領兩都、自稱大齊皇帝的黃巢。克用途經太原，因無法得到犒賞，遂縱容沙陀軍剽掠河東居民，引起百姓驚駭，不久北返，並繼續剽掠北部邊境一帶。中和二年（882年）李克用被擢升为雁门节度使，神策天宁军镇遏忻、代观察使，二次受敕勤王，此次沙陀軍南下，正式面對齊軍。中和三年（883年），屢敗齊軍，黃巢退出長安，由於李克用在長安收復戰中功勞最大，因此被命為同平章事、兼太原尹、北京留守、河東節度使，河東也成為他後來的根據地。其時黃巢兵勢仍強，宣武軍節度使朱溫等各鎮皆無法抵擋，遂請河東軍來援。中和四年（884年），李克用再自河東南下大敗齊軍，最終使得黃巢在狼虎谷（在今山東省濟南市萊蕪區）自殺。李克用被进升为陇西郡王，割据并、汾、忻、代等州。

### 朱李爭雄
河東節度使李克用擊敗黃巢後回師河東，途經宣武军节度使首府汴州（今河南省開封市），受朱温邀請入城。朱溫趁李克用酒醉之際夜襲（據黨羽說是因為李克用酒後言語中多有侮辱），李克用幾乎被殺，狼狽逃回太原（上源驿之变），從此宣武朱氏與河東李氏兩家結下深仇。此后二十余年，与朱温多次兵戎相见，互有胜负。光啟元年（885年），朝廷讨伐河中节度使王重荣。李克用根据王重荣的假情报，指責盤踞關中的静难军节度使朱玫、凤翔节度使李昌符結交朱溫欲滅己，因此進軍關中擊敗二人。僖宗逃往鳳翔。战乱中，各方军队进入長安，縱火大掠，雖然不久即行退去，然而在黃巢亂後稍有恢復的京師長安再度毀於一旦。唐昭宗大順元年（890年），朱溫與宰相張濬力主討伐河東，乃削李克用之官爵，聯合諸鎮之兵進攻，卻反為河東軍所敗，副都统孙揆被擒杀，朝廷禁军大损，只好恢復李克用的官爵。乾寧二年（895年），凤翔李茂貞、邠州王行瑜及华州韓建三帥進京挾持唐昭宗，李克用不念旧恶，再度率軍勤王，自晋阳趋三辅，敗三帥，救出昭宗；王行瑜被迫出走，被手下杀死。因功，赐忠贞平难功臣，十二月（合896年）李克用被封為晉王，但昭宗怕其日后难制，没有同意他继续消灭李茂贞、韩建。其後數年，李克用持續與朱溫爭戰，相互間成為爭奪天下的最大對手。但李克用性格直率，往往得罪人而不察，又对一些险诈之徒缺乏防范，多次遭到背叛，特别是幽州劉仁恭叛變，使李克用元气大伤。而宣武不斷併吞鄰鎮，兵勢日盛；李克用漸居下風，甚至无法救援自己的女婿河中节度使王珂，致使其被迫投降朱溫。900年，黃河以北藩镇多附朱溫。

### 尽忠唐室
天復元年、二年（901年、902年），朱溫兩次率軍圍攻太原，李克用顽强抵抗，迫使敌军撤退。此後，朱溫挾天子以令諸侯，焚毁长安，弑杀唐昭宗，唐室如風中殘燭。李克用坚决反对朱溫，多次发起勤王行动，但均未能成功。天祐二年（905年）与契丹耶律阿保机会于云州之东，结盟通好。天祐三年（906年），李克用收復潞州，粉碎了朱溫精心策划的总攻势。天祐四年（907年），朱溫篡唐稱帝，建立後梁，改元開平，李克用仍用唐天祐年號，以復興唐朝為名與後梁展開另一個階段的爭鬥。次年（908年），在与後梁的战争中，李克用因积劳成疾在晋阳去世，子李存勗繼立。後來，李存勗滅後梁、建後唐，李克用被追諡為武皇帝，廟號太祖。

## 著名傳說
身為一名軍閥，李克用年輕時確有不少违抗唐政府的事蹟，但或許因為其年少英雄，後來又打著「復興唐室」的名號來對抗惡名昭彰的朱溫，因此歷史上有諸多關於他正面的傳說。而有意思的是，這些傳說不少與他所擅長之武器「箭」有關。

### 楊行密遣人畫相
李克用一目失明，號「獨眼龍」。《五代史補》中記有一則故事：在李克用佔據河東，聲威大振後，盤據淮南的另一個軍閥楊行密很想見見李克用甚麼模樣。於是楊行密找了一個畫家，假扮商人到河東伺機偷畫李克用面貌。不料畫家到了河東，立刻為事先得到情報的河東武士所俘虜。克用頗怒，就對親信說：「我少了一隻眼睛，看他要怎麼畫我。」等到畫家一到殿內，李克用立刻大怒說道：「淮南派你來畫我，想必你是畫家中最好的，如果今天畫得不好，那麼這裏就是你的死地！」當時是炎夏，所以畫家最初畫李克用手拿扇子搧風，而扇角正好遮住了李克用失明的眼晴，非常巧妙。但克用不喜歡，說畫家「諂媚」，命其重畫。畫家這次重畫，就畫李克用彎弓射箭，一隻眼睛瞇了起來，好像就在瞄準目標，克用大喜，於是重賞畫家銀兩，並送之回淮南。

### 李克用箭射飛鵰
這則故事見於罗贯中的《殘唐五代史演義傳》第九回《克用箭服周德威》；另外，白樸的元曲也有《李克用箭射雙鵰》的折子；除此之外，京劇《珠簾寨》中也有這個橋段。大意是李克用在受唐政府所託出軍討伐黃巢時，兵至珠簾寨，遇見一將周德威擋路，李克用素聞周德威之名，躍馬向前迎戰，二人交手一百餘合不分勝負，遂以射鵰為賭注，若李克用能箭射飛鵰，周德威即下馬受降。只見李克用彎弓一射，弓弦響處，鵰已落地，周德威甘服而降。
這則故事的原型，很可能是出自《舊五代史·武皇紀上》的記載。而《新五代史·唐本紀第四》亦有其善射的敘事。

### 臨終賜箭李存勗
宋初王禹偁的《五代史闕文》記傳傳說李克用臨終時，將三支箭交給李存勗，說道：「劉仁恭父子背叛我，契丹耶律阿保機違背與我們的盟約，朱溫和我們是世仇，我給你三支箭，第一支箭要你討伐劉仁恭，第二支箭要你打敗契丹，第三支箭要消滅朱溫，希望你完成我這三個願望。」李存勗把三支箭供奉在宗廟裏，逢出征時依次派人取箭，帶上戰場，後來併桀燕、敗契丹、滅後梁，得勝後分別將箭送回宗廟，表示完成了李克用的願望。
不過，歷代都有人懷疑這則故事的真實性。司馬光《資治通鑑考異》認為，依《舊五代史·契丹傳》記載：李存勗剛繼位時，後梁兵圍潞州（今山西省長治市），因此尚且對契丹「遣使告哀，賂以金繒，求騎軍以救潞州」。可見根本沒有和契丹結仇的事。另外，有人亦指出朱全忠掃蕩群雄，華北只剩李克用與劉仁恭二者，李克用父子深知唇亡齒寒之理，因此劉仁恭及其子劉守光被朱溫圍攻，甚至劉守光被其兄劉守文攻擊，李克用、李存勗還屢次派兵來救，因此至少在李克用去世之時，河東也沒有與桀燕劉氏對立一事。

## 家庭

### 妻妾
- 刘氏，正室，秦国夫人，李存勗登基后尊为太妃
- 曹氏，李存勗登基后尊为太后，谥号貞簡皇后，子莊宗李存勗、李存霸、李存渥、李存纪，女琼华长公主
- 陈氏，前夫唐昭宗
- 张氏，前夫李匡筹

### 子女

#### 子
1. 莊宗李存勗
2. 永王李存霸，926年死于兵变
3. 邕王李存美
4. 薛王李存礼
5. 申王李存渥，926年被杀
6. 睦王李存乂，926年被莊宗处决
7. 通王李存确，926年被霍彦威所杀
8. 雅王李存纪，926年被霍彦威所杀
9. 李廷鸞
10. 李落落，896年被罗弘信所杀
11. 李存矩，917年被刺杀

据李克用墓志铭，李存勗有一个哥哥李嗣昭，23个弟弟，应均为李克用子：李存贵（黠哥，“哥”一作“戛”）、李存顺（索葛）、李存美（帧师，一作顺师）、李存矩（迭子）、李存範（丑汉）、李存霸（端端）、李存规（欢郎）、李存璲（喜郎）、李善意、李大馥、李重喜、李小馥、李柱柱、李神奴、李常住、李骨骨、李乔（一作高）八、李外（一作小）端、李小惠、李延受、李小住、李口宝、李小宝

#### 女
1. 长女，琼华长公主[1]，孟知祥的皇后，同光三年十二月封[2]，改封福庆长公主
2. 第十一女，瑶英长公主，张延钊妻，与琼华长公主同封
3. 某女，王邺妻，王邺为王处存子
4. 某女，王郁妻，王郁为王处直子
5. 邠国夫人，王珂妻

#### 義子
- 另见十三太保

1. 李嗣源，后为唐明宗
2. 李嗣昭[註 5]
3. 李存信，本名张污落（862年-902年）
4. 李存孝，本名安敬思（894年被诛）
5. 李存璋（922年卒）
6. 李存质
7. 李存颢（908年被诛）
8. 李存实
9. 李存审，本名符存審（924年卒）
10. 李存敬（926年被李冲所杀）
11. 李存进，本名孙重进（857年-922年）
12. 李存贤，本名王贤（860年-924年）
13. 李存贞
14. 李嗣本，本姓张，威信可汗（913年立，916年阵亡）
15. 李嗣恩，本姓骆（918年卒）
16. 李存儒，本名杨婆儿

## 陵墓
1989年9月，李克用墓在今山西代县西南阳明堡镇七里铺村发现并发掘。发掘后，除墓志原石移放山西省博物馆外，其余葬品葬具以“李晋王墓”专题形式陈列在代县博物馆。

## 影視形象
- 谷峰：1970年香港電影《十三太保李存孝》
- 秦沛：1982年香港無綫電視電視劇《十三太保》
- 岳华：2009年香港電視劇《李克用与十三太保》

## 延伸阅读
[在维基数据编辑]
 在维基文库阅读此作者作品（ 在维基共享资源阅览影像）
 《舊五代史/卷25》，出自薛居正《舊五代史》